# Нектарик
Некта́рик (Cyanomitra) — рід горобцеподібних птахів родини нектаркових (Nectariniidae). Представники цього роду мешкають в Африці на південь від Сахари.

## Види
Виділяють сім видів:
- Нектарик зеленоголовий (Cyanomitra verticalis)
- Нектарик катанганський (Cyanomitra bannermani)
- Нектарик синьогорлий (Cyanomitra cyanolaema)
- Нектарик камерунський (Cyanomitra oritis)
- Нектарик синьоголовий (Cyanomitra alinae)
- Нектарик оливковий (Cyanomitra olivacea)
- Нектарик сірий (Cyanomitra veroxii)

## Етимологія
Наукова назва роду Cyanomitra походить від сполучення слів дав.-гр. κυανος — синьо-зелений і μιτρα — вінець.